# Josef von Spee
Josef Maria Augustin Hubertus Apollinaris Rudolf Paschalis Graf von Spee (* 18. April 1876 in Düsseldorf; † 10. November 1941 in Bonn) war von 1916 bis 1933 Landrat des Kreises Schleiden.:757

## Leben

### Herkunft
Von Spee stammte als Sohn des Düsseldorfer Landrats Wilderich Graf von Spee (1830–1890) und Enkel des Franz Graf von Spee (1781–1839) aus dem Uradel des Erzbistums Köln angehörenden Geschlecht von Spee. Seine Mutter Antonia, geborene Freiin von Mirbach-Harff (1846–1921), war eine Tochter des Richard Freiherr von Vorst-Gudenau, der nach dem Tod seines, ohne leibliche Nachkommen gestorbenen Onkels Johann Wilhelm Freiherr von Mirbach-Harff im Jahr 1849 dessen Fideikommiss erbte und mit Bestätigung von höchster Stelle vom 31. Mai 1850 auch dessen Namen, Titel und Wappen annahm.

### Werdegang
Nach dem Besuch der von Johann Wilhelm von Mirbach-Harff mitbegründeten Rheinischen Ritterakademie in Bedburg von 1889 bis 1898 studierte Josef von Spee bis 1902 in Freiburg, Berlin, München und Göttingen Rechtswissenschaften. Die erste juristische Prüfung legte er am 23. Juli 1902 bei dem Oberlandesgericht Celle ab. Nach seiner Ernennung zum Gerichtsreferendar (11. September 1902) setzte er dann seine Ausbildung an dem Amtsgericht Jülich und nachfolgend dem Landgericht Aachen fort. Unter gleichzeitiger Ernennung zum Regierungsreferendar (24. Oktober 1904) trat Josef Graf von Spee dann in den preußischen Verwaltungsdienst über, wo er bei den Königlich Preußischen Regierungen Aachen und Potsdam Beschäftigung fand. Mit Ablegung der großen Staatsprüfung (31. August 1907), die Ernennung zum Regierungsassessor folgte am 11. September, wurde er zunächst an das Landratsamt in Kolberg versetzt und von dort 1909 an die Königliche Regierung in Köln. Während seiner dortigen Betätigung war er seit bei Beginn des Ersten Weltkriegs im August 1914 bis zum 31. Mai 1916 Kriegsteilnehmer. Während dieses Lebensabschnitts erhielt von Spee auch am 3. Februar 1915 die Ernennung zum Regierungsrat.:757
Bereits vor von Spees Rückkehr aus dem Kriegseinsatz war der Schleidener Landrat Albert Kreuzberg am 28. Februar 1916 verstorben und dessen Stelle seitdem vakant. Zum 15. Juli 1916 wurde von Spee das Amt kommissarisch übertragen, sein Dienstantritt folgte bereits zwei Tage darauf, während die definitive Ernennung erst am 9. März 1917 erging.:757 1920 war er auch Abgeordneter im Provinziallandtag der Rheinprovinz.
Nach der Machtergreifung durch die Nationalsozialisten wurde Josef Graf von Spee am 31. August 1933 in den einstweiligen Ruhestand versetzt. Mit dem 21. Februar 1934 erging schließlich auch die endgültige Verabschiedung in den Ruhestand zum 1. Juni 1934 auf Grund § 6 Gesetz zur Wiederherstellung des Berufsbeamtentums.:757
Josef Graf von Spee war Mitglied des Zentrum.:757

### Familie
Der Katholik Josef Graf von Spee heiratete am 14. Januar 1920 in Heckenmünster Karoline Gräfin von Kesselstatt (* 17. Juli 1893 in Grundlsee/Steiermark; † 10. Juli 1974 in Maubach), eine Tochter des preußischen Kammerherrn und Fideikommissherrn Eugen Graf von Kesselstatt und dessen Ehefrau Margareta, geborene Gräfin Széchényi von Sárvár und Felsövidék.:757 Das Ehepaar hatte sechs Kinder.
- Joseph (1920–1945), gefallen
- Antonia (1922–2003)
- Franz (1923–2000), † durch Unfall
- Maximilian (1924–2008)
- Wilderich (1926–2013)
- Seger (1929–2000)